# Rhescuporis V du Bosphore
Pour les articles homonymes, voir Rhescuporis.
Tiberius Julius Rhescuporis (en grec moderne : Τιβέριος Ἰούλιος Ῥησκούπορις), plus connu sous le nom de Rhescuporis V (en grec moderne : Ῥησκούπορις Ε'), mort en 341, est un roi du Bosphore de la dynastie Tibérienne-Julienne régnant au IVe siècle.
Probablement le premier dirigeant chrétien du royaume, il est également le dernier souverain de ce royaume dont l'existence est confirmée par des découvertes archéologiques.

## Biographie

### Origine
L'origine de Rhescuporis V est inconnue : il est alternativement présenté comme un fils de Thothorsès et un corégent de Rhadamsadès ou comme le fils de Sauromatès IV et le père de Sauromatès V, les deux rois évoqués par Constantin Porphyrogénète.

### Règne
Rhescuporis V est le contemporain des empereurs Constantin Ier et de Licinius, et est également le dernier des souverains du Bosphore pour lequel des émissions monétaires ont été retrouvées.

Ses monnaies se répartissent entre les années 600-608 et 631-638 de l'ère du Pont, avec la légende « BACILEWC RHCKOVPORIC », à l'avers la tête de Rhescuporis V portant un diadème, à droite avec devant un trident, et au revers  la tête laurée de Constantin Ier également à droite avec devant lui un astre.
D'origine grecque, iranienne et romaine, sa période de règne va d'entre 304 et 311 jusqu'à 341.
Il règne tout d'abord co-jointement avec son plus jeune frère Rhadamsadès jusqu'en 322 (et la mort de ce dernier).
Vers 330, il aurait peut-être été contraint de se convertir au christianisme, à la suite de la prise de pouvoir par l'empereur romain Constantin Ier.
En 335, il ordonne la construction d'un mur sur la péninsule de Taman pour protéger les principaux ports et villes.
Son royaume est conquis par les Ostrogoths du roi Ermanaric, qui prend la ville et tue Rhescuporis en 341. Rhescuporis est enterré dans la tombe royale à Panticapée, la capitale du royaume.

## Famille

### Mariage et enfants
De son union avec une femme inconnue, il eut :
- Sauromatès V ;
- Anna (ou Nana), épouse du roi d'Ibérie Mirian III (d'autres sources affirment qu'elle serait plutôt la fille de Thothorsès) ;
- Julia, peut-être épouse du roi ostrogoth Achiulf (pt) selon certaines sources.